# Nicole Baldewein
Nicole Baldewein (* 24. Januar 1967, verheiratete Nicole Tummer) ist eine ehemalige deutsche Badmintonspielerin.
Nach mehreren Medaillen im Nachwuchsbereich gewann sie 1990 ihren ersten Titel bei den Erwachsenen im Doppel mit Kerstin Ubben. 1991 verteidigten sie diesen Titel ebenso wie 1992. 1994 siegte Baldewein sowohl im Einzel als auch im Doppel.

## Erfolge
| Saison    | Veranstaltung                     | Disziplin   | Platz | Name                                                                            |
| --------- | --------------------------------- | ----------- | ----- | ------------------------------------------------------------------------------- |
| 1982/1983 | Deutsche Einzelmeisterschaft U16  | Damendoppel | 2     | Nicole Baldewein (OSC Düsseldorf) / Anke Jansen (SG Dülken)                     |
| 1984      | German Juniors                    | Damendoppel | 1     | Nicole Baldewein / Anke Jansen (OSC Düsseldorf / SG Dülken)                     |
| 1984/1985 | Deutsche Einzelmeisterschaft U18  | Mixed       | 2     | Robert Neumann (TV Ohligs) / Nicole Baldewein (OSC Düsseldorf)                  |
| 1984/1985 | Deutsche Einzelmeisterschaft U18  | Damendoppel | 2     | Nicole Baldewein (OSC Düsseldorf) / Jansen (SG Dülken)                          |
| 1985/1986 | Deutsche Einzelmeisterschaft U22  | Damendoppel | 1     | Nicole Baldewein / Anke Jansen (OSC Düsseldorf / SG Dülken)                     |
| 1986/1987 | Deutsche Einzelmeisterschaft U22  | Dameneinzel | 2     | Nicole Baldewein (OSC Düsseldorf)                                               |
| 1987/1988 | Deutsche Einzelmeisterschaft      | Dameneinzel | 3     | Nicole Baldewein (OSC Düsseldorf)                                               |
| 1988      | Bitburger Open                    | Damendoppel | 1     | Katrin Schmidt / Nicole Baldewein                                               |
| 1988/1989 | Deutsche Einzelmeisterschaft U22  | Damendoppel | 1     | Nicole Baldewein / Kerstin Ubben (OSC Düsseldorf / FC Langenfeld)               |
| 1988/1989 | Deutsche Einzelmeisterschaft      | Damendoppel | 2     | Nicole Baldewein (OSC Düsseldorf) / Kerstin Ubben (FC Langenfeld)               |
| 1988/1989 | Deutsche Einzelmeisterschaft      | Dameneinzel | 2     | Nicole Baldewein (OSC Düsseldorf)                                               |
| 1988/1989 | Westdeutsche Einzelmeisterschaft  | Damendoppel | 1     | Nicole Baldewein / Kerstin Ubben (OSC Düsseldorf / FC Langenfeld)               |
| 1989/1990 | Deutsche Einzelmeisterschaft      | Damendoppel | 1     | Kerstin Ubben / Nicole Baldewein (FC Langenfeld / OSC Düsseldorf)               |
| 1990/1991 | Deutsche Einzelmeisterschaft      | Damendoppel | 1     | Kerstin Ubben / Nicole Baldewein (FC Langenfeld / OSC Düsseldorf)               |
| 1990/1991 | Deutsche Einzelmeisterschaft      | Dameneinzel | 2     | Nicole Baldewein (OSC Düsseldorf)                                               |
| 1991/1992 | Deutsche Einzelmeisterschaft      | Dameneinzel | 3     | Nicole Baldewein (OSC Düsseldorf)                                               |
| 1991/1992 | Deutsche Einzelmeisterschaft      | Damendoppel | 1     | Kerstin Ubben / Nicole Baldewein (Eintracht Südring Berlin / OSC Düsseldorf)    |
| 1992/1993 | Deutsche Einzelmeisterschaft      | Dameneinzel | 3     | Nicole Baldewein (OSC Düsseldorf)                                               |
| 1992/1993 | Deutsche Einzelmeisterschaft      | Damendoppel | 3     | Nicole Baldewein / Anne-Katrin Seid (OSC Düsseldorf / Fortuna Regensburg)       |
| 1993/1994 | Deutsche Einzelmeisterschaft      | Dameneinzel | 1     | Nicole Baldewein (OSC Düsseldorf)                                               |
| 1993/1994 | Deutsche Einzelmeisterschaft      | Damendoppel | 1     | Nicole Baldewein / Karen Stechmann (OSC Düsseldorf / FC Langenfeld)             |
| 1995/1996 | Deutsche Einzelmeisterschaft      | Dameneinzel | 2     | Nicole Baldewein (OSC Düsseldorf)                                               |
| 1995/1996 | Deutsche Mannschaftsmeisterschaft | Mannschaft  | 2     | OSC Düsseldorf (Hu Zhilang, Xie Yangchun, Nicole Baldewein, Franz-Josef Müller) |
| 1995/1996 | Deutsche Einzelmeisterschaft      | Damendoppel | 2     | Nicole Baldewein (OSC Düsseldorf) / Karen Stechmann (FC Langenfeld)             |
| 1996/1997 | Deutsche Einzelmeisterschaft      | Dameneinzel | 3     | Nicole Tummer-Baldewein (Bottroper BG)                                          |
| 1997/1998 | Deutsche Einzelmeisterschaft      | Damendoppel | 3     | Nicole Tummer / Kathrin Piotrowski (Bottroper BG)                               |
| 1998/1999 | Deutsche Einzelmeisterschaft      | Damendoppel | 2     | Nicole Tummer / Kathrin Piotrowski (Bottroper BG)                               |
| 1999/2000 | Deutsche Einzelmeisterschaft O32  | Damendoppel | 1     | Katrin Schmidt / Nicole Baldewein (TuS Wiebelskirchen / Bottroper BG)           |
| 1999/2000 | Deutsche Einzelmeisterschaft O32  | Mixed       | 1     | Robert Neumann / Nicole Baldewein (FC Langenfeld / Bottroper BG)                |
| 1999/2000 | Deutsche Einzelmeisterschaft      | Damendoppel | 3     | Nicole Baldewein / Kathrin Piotrowski (Bottrop)                                 |
| 2000/2001 | Deutsche Einzelmeisterschaft O32  | Mixed       | 2     | Robert Neumann / Nicole Baldewein (FC Langenfeld / Bottroper BG)                |
| 2000/2001 | Deutsche Einzelmeisterschaft O32  | Damendoppel | 2     | Nicole Baldewein / Kerstin Ubben (Bottroper BG / VfL Hamburg)                   |